# Rheintalflug
Die Rheintalflug Seewald Ges. m. b. H. war eine österreichische Fluggesellschaft mit Sitz in Innsbruck.

## Geschichte
Das Unternehmen wurde 1973 von Rolf Seewald gegründet und betrieb anfänglich vom Flugplatz Hohenems-Dornbirn aus Taxiflüge, dann eine Linienverbindung vom Flugplatz St. Gallen-Altenrhein nach Wien (1997 17 Flüge pro Woche), und besaß ab 1992 die Linienkonzession für Europa. Seit 1997 bediente sie im Auftrag der Lufthansa auch die Strecken Friedrichshafen-Berlin/Tegel, Friedrichshafen-Köln/Bonn sowie zeitweise Friedrichshafen-Düsseldorf.
Im Februar 2001 wurde Rheintalflug an Austrian Airlines verkauft und war somit Mitglied der Austrian Airlines Group. Ende 2002 wurde sie dann mit Tyrolean Airways fusioniert, um als Austrian Arrows neu aufzutreten. Renate Moser, Gattin von Rolf Seewald, gründete danach die Fluggesellschaft Intersky mit Heimatflughafen Friedrichshafen.

## Flotte
Insgesamt betrieb das Unternehmen acht Turboprop-Flugzeuge, zum Zeitpunkt des Verkaufs drei Embraer ERJ 145.

## Absturz Rheintalflug-Flug 102
Am 23. Februar 1989 kamen bei dem ungeklärten Absturz einer Aero Commander 690D der Rheintalflug über dem Bodensee bei Rorschach 11 Menschen, unter ihnen der damalige österreichische Sozialminister Alfred Dallinger und Brigitte Seewald, Pilotin und Frau des Firmengründers, ums Leben.